# Rhododendron rubrobracteatum
Rhododendron rubrobracteatum är en ljungväxtart som beskrevs av Herman Otto Sleumer. Rhododendron rubrobracteatum ingår i släktet rododendron, och familjen ljungväxter. Inga underarter finns listade i Catalogue of Life.